# Heteroherpia
Heteroherpia is een geslacht van wormmollusken uit de  familie van de Heteroherpiidae.

## Soort
- Heteroherpia procera Salvini-Plawen, 1978